# Grenade aux Jeux olympiques
La Grenade a participé à tous les Jeux olympiques d'été depuis ceux de 1984, date à laquelle son comité olympique a été fondé et reconnu par le CIO. Cette première participation a lieu après l'Invasion de la Grenade de 1983 et la mise en place d'un pouvoir américain pour participer aux Jeux de Los Angeles.
La délégation est toujours majoritairement composée de spécialistes de l'athlétisme comme beaucoup de pays insulaires des Petites Antilles. Elle a cependant déjà envoyé trois nageurs, et plus récemment, un boxeur.
Kirani James est le premier médaillé du pays, remportant l'or en 400 m à Londres puis l'argent dans la même discipline, quatre ans plus tard à Rio et enfin le bronze, toujours dans la même discipline, cinq ans plus tard à Tokyo.